# Lana Stojićević
Lana Stojićević (Šibenik, 1989.) hrvatska je vizualna umjetnica.

## Radovi
- Crno brdo, 2015.[2]
- Projekt Villa Roza, 2016.[2]
- Land Lot, 2016.[2]
- Fasada, 2018.[2]
- Sunny Side, 2018.[2]
- Betonicus, 2020.[2]
- Neo-ornament, 2023.[2]

## Vanjske poveznice
- https://vizkultura.hr/fokus-na-dijalog-forme-i-sadrzaja/
- https://croatian-photography.com/author/lana-stojicevic/
- https://vizkultura.hr/intervju-lana-stojicevic/
- https://hrcak.srce.hr/264080